# ورزشگاه دارلینگتون آرنا
ورزشگاه دارلینگتون آرنا (انگلیسی: The Darlington Arena) یک ورزشگاه راگبی در دارلینگتون، انگلستان است.
این ورزشگاه که در سال ۲۰۰۳ تأسیس شده دارای ۲۵٬۰۰۰ نفر ظرفیت می‌باشد.

## نگارخانه

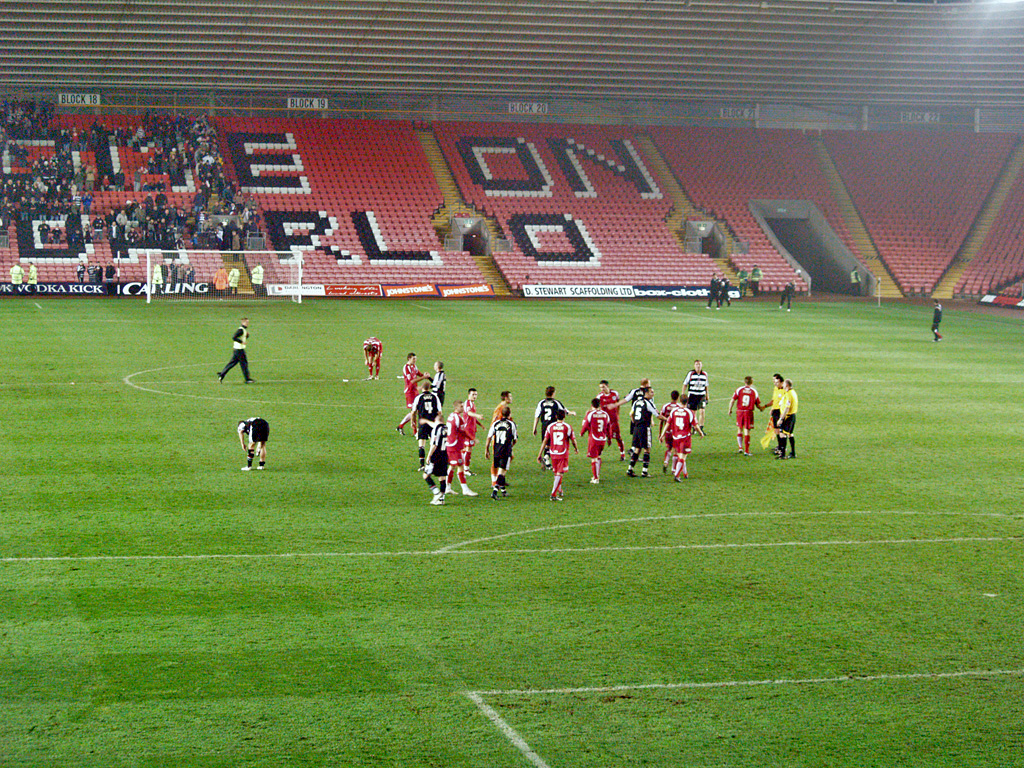
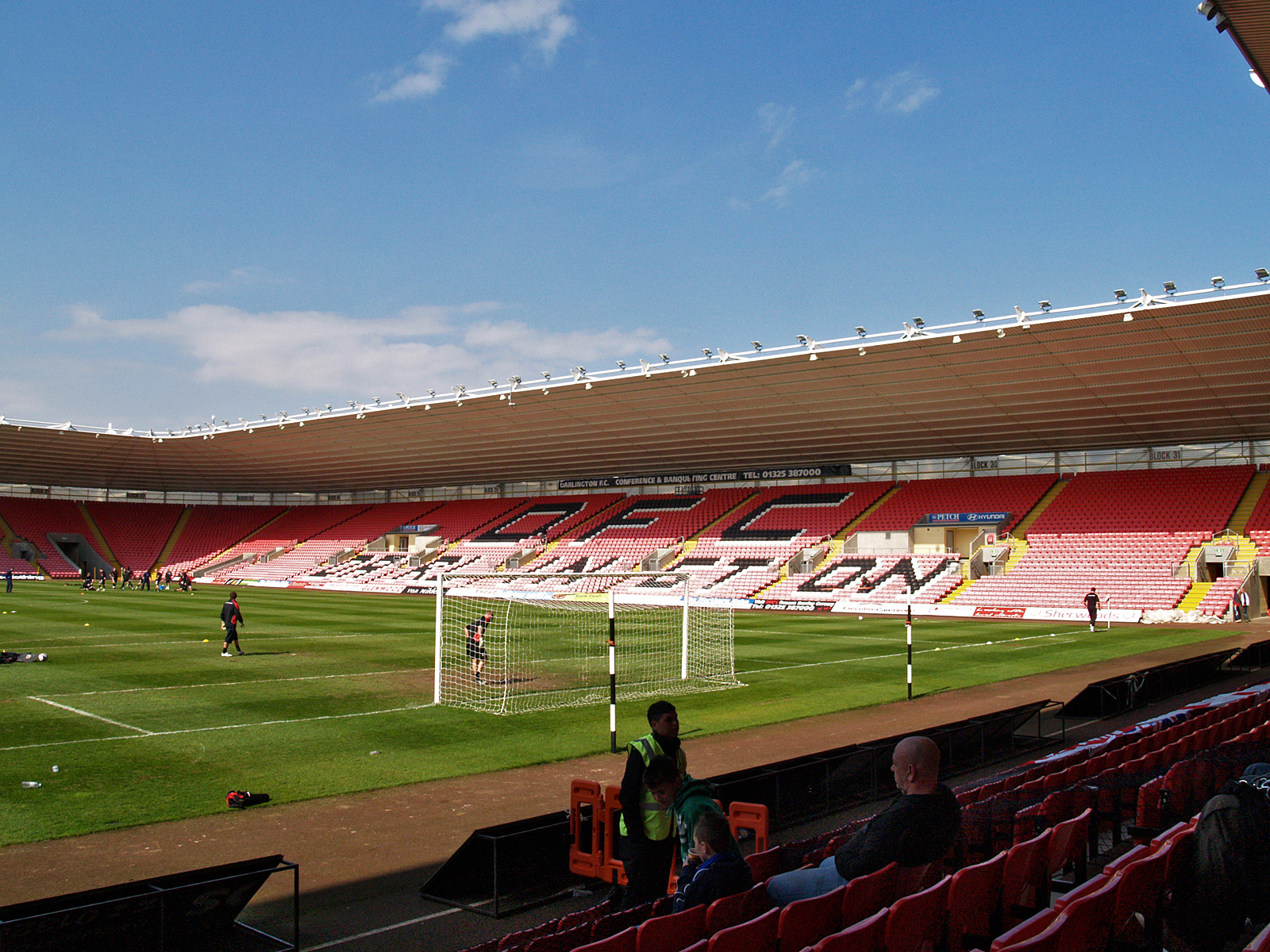